# Arkys transversus
Arkys transversus là một loài nhện trong họ Araneidae.
Loài này thuộc chi Arkys. Arkys transversus được miêu tả năm 1978 bởi Balogh.